# La Cisterna
La Cisterna é uma das 32 comunas que compõem a cidade de Santiago do Chile.
Limita-se a norte com a comuna de San Miguel; a oeste com Lo Espejo; a leste com San Ramón; a sul com El Bosque.

## Desporto
A cidade de La Cisterna possui um clube no Campeonato Chileno de Futebol, o Palestino, que joga de mandante no Estádio Municipal de La Cisterna